# Le Orme & friends
Le Orme & friends è un album in studio del gruppo musicale italiano Le Orme registrato nel 2023, grazie ad una campagna di crowdfunding partita a gennaio di quell'anno; è stato annunciato quale album finale della ultracinquantennale carriera della band.
Anticipato dai singoli digitali Rosa dei venti e Partire, quest'ultimo scritto in collaborazione con il tastierista storico Tony Pagliuca.
L'opera, come si deduce fin dal titolo, è un lavoro per lo più corale, al quale collaborano diversi ospiti e alcuni ex membri della band, come appunto il sopracitato Pagliuca ed il chitarrista Tolo Marton, presente nell'album Smogmagica e sostituito subito dopo dal compianto Germano Serafin, principalmente, oltre a Fabio Trentini, Francesco Sartori e Davide Jimmy Spitaleri; è stata inoltre richiesta dal batterista della band la partecipazione dell'ex socio Aldo Tagliapietra, il quale, pur non rispondendo direttamente all'invito, ha preferito soprassedere, annullando di fatto e tacitamente la richiesta (lo stesso, in passato aveva affermato di non voler rientrare nelle Orme per non 'sentirmi ospite in casa mia').
Durante le esibizioni del 2023 e del 2024, Pagliuca e Marton hanno presenziato con la band in qualità di ospiti sulla maggior parte delle canzoni eseguite.
Il terzo CD allegato non è un disco delle Orme, ma una raccolta di canzoni degli "amici", altre band che hanno aperto per loro ai concerti o avrebbero aperto i loro show durante il tour che seguiva il disco.
Questo disco è stato prodotto da Michi Dei Rossi ed Enrico Vesco.
Successivamente viene pubblicata la versione in CD unico di "Il leone e la bandiera".

## Tracce
CD1 - Il leone e la bandiera
1. Ouverture – 2:57 (musica: De Rossi, Bon)
2. Acqua di Luna – 4:25 (De Rossi, Bon, Sparagna)
3. Ferro e fuoco – 4:29 (De Rossi, Bon)
4. Lucciole di vetro – 5:59 (De Rossi, Bon)
5. L'alba della partenza – 4:36 (De Rossi, Bon)
6. Rosa dei venti – 4:54 (De Rossi, Bon)
7. Caigo – 7:23 (De Rossi, Bon, Sparagna)

Durata totale: 34:43
CD2 - Le Orme & Friends
1. L'Indeciso – 4:52 (Pagliuca)
2. Partire – 3:45 (Pagliuca)
3. Adamo dove sei – 3:57 (Pagliuca)
4. Prologo – 3:38 (Pagliuca)
5. Fly fly my friends – 4:15 (Pagliuca)
6. The waiting – 4:47 (Marton)
7. If I could go back – 4:30 (Marton)
8. Valzette – 3:33 (Marton)
9. La mia musica – 5:04
10. Al mito Orme – 4:04 (Sartori)

Durata totale: 42:25
CD3 - Amici delle Orme
1. The Trip & Nico Di Palo – Il mio Capitano – 6:04
2. Osanna – Prog garden Medley – 12:43
3. Mangala Vallis – The Mask – 6:07
4. Mangala Vallis – 21.12.12 – 4:45
5. Moongarden – Just You And Me – 5:10
6. Moongarden – Lava bollente – 4:36
7. Sezione Frenante – È Nata Una Stella – 10:11
8. Monkey Diet – Sleeping Sand, Silent Cloud – 6:33
9. Le Folli Arie – Salto nel buio – 3:43 (Sartori)
10. Tal Neunder – Sirima – 4:31 (Tal Neunder)

Durata totale: 64:23

## Formazione
Le Orme
- Michi Dei Rossi - batteria e percussioni
- Michele Bon - organo Hammond C3, cori, pianoforte, sintetizzatore, tastiere
- Luca Sparagna - basso, cori, chitarra 12 corde, EKO bass-pedal
- Aligi Pasqualetto - pianoforte e sintetizzatori
- Tony Pagliuca - pianoforte, tastiere sulle tracce 8, 9, 10, 11, 12
- Tolo Marton - chitarra e armonica sulle tracce 13, 14, 15

Ospiti
- Jimmy Spitaleri - voce sulla traccia 16
- Francesco Sartori - pianoforte sulla traccia 17
- Nico Di Palo - voce sulla traccia 18
- Carmine Capasso - chitarre sulla traccia 18
- Tony Alemanno - basso sulla traccia 18
- Dave D'Avino - pianoforte sulla traccia 18
- Pino Sinnone - batteria sulla traccia 18
- Alex Carpani - voce e mellotron sulla traccia 23
- Fabio Trentini - cori e chitarra acustica su 6
- Christian “Peda” Castelletti - voce e chitarre su traccia 27
- Aurora Pardi - batteria su traccia 27
- Pier Randazzo - basso su traccia 27
- Stefano Vallino - tastiere e mellotron su traccia 27